# 레이철 로버츠 (1978년)
레이첼 로버츠(Rachel Roberts, 1978년 4월 8일 ~ )는 캐나다의 모델 및 배우이다. 영화 《시몬》의 시몬 역으로 이름을 알렸으며, 연출을 맡았던 앤드루 니콜을 영화를 통해 만나 부부의 연을 맺게 되었다.

## 출연 작품
- 시몬 (2002) - 시몬 역
- 인 타임 (2011)
- 호스트 (2013)
- 아논 (2018)